# Chu Châu (diễn viên)
Chu Châu (tiếng Trung: 朱珠; bính âm: Zhū Zhū; sinh ngày 19 tháng 7 năm 1984) là một diễn viên, ca sĩ Trung Quốc. Cô trở nên nổi tiếng với tư cách là một VJ trên MTV Trung.

## Cuộc đời và sự nghiệp
Chu Châu được sinh ra ở Bắc Kinh vào ngày 19 tháng 7 năm 1984, cô xuất thân trong gia đình trâm anh thế phiệt. Ông nội Chu Châu là thiếu tướng quân đội còn cha là doanh nhân thành đạt, chủ tịch 1 tập đoàn hàng đầu Bắc Kinh.
Chu Châu bắt đầu học piano từ năm 3 tuổi. Khi còn là học sinh trung học cơ sở, cô đã biểu diễn "Người đẹp và Quái vật".
Chu Châu tốt nghiệp Đại học Kinh doanh và Công nghệ Bắc Kinh, nơi cô theo học chuyên ngành kỹ thuật thông tin và điện tử.
1. ↑  "Sexy Chinese actress and hostess Zhu Zhu". Bản gốc lưu trữ ngày 19 tháng 4 năm 2017. Truy cập ngày 1 tháng 1 năm 2012.
2. ↑  Shapiro, Bee. "Zhu Zhu, a Star in 'Marco Polo,' on Her Easy Beauty Regime". The New York Times. Truy cập ngày 5 tháng 1 năm 2015.